# Coppa Italia di pallacanestro maschile 2009
La Coppa Italia di pallacanestro maschile 2009, denominata "TIM CUP Final Eight" per ragioni di sponsorizzazione, si è svolta tra il 19 ed il 22 febbraio 2009 presso il FuturShow Station di Casalecchio di Reno. È stato infatti firmato un accordo tra la squadra della Virtus Bologna e la Lega Basket per l'organizzazione del torneo.
Durante l'halftime accorso nella finale del 22 febbraio 2009 si è esibita per la prima volta in Italia la popstar Lady Gaga.

## Squadre
Le squadre qualificate sono le prime otto classificate al termine del girone di andata della Serie A 2008-2009. Le prime 4 squadre in classifica sono state considerate teste di serie senza possibilità di scontrarsi al primo turno, mentre le altre (5º-8º posto) sono state abbinate alle teste di serie per sorteggio:
1. Montepaschi Siena
2. Lottomatica Roma
3. Banca Tercas Teramo
4. Benetton Treviso
5. La Fortezza Bologna
6. Air Avellino
7. NGC Cantù
8. Premiata Montegranaro

## Tabellone
|  | Quarti di finale 19-20 febbraio | Quarti di finale 19-20 febbraio | Quarti di finale 19-20 febbraio |                     |                     | Semifinali 21 febbraio | Semifinali 21 febbraio | Semifinali 21 febbraio |  |  | Finale 22 febbraio | Finale 22 febbraio | Finale 22 febbraio |
|  |                                 |                                 |                                 |                     |                     |                        |                        |                        |  |  |                    |                    |                    |
|  | 1                               | Montepaschi Siena               | 77                              |                     |                     |                        |                        |                        |  |  |                    |                    |                    |
|  | 7                               | NGC Cantù                       | 65                              |                     |                     |                        |                        |                        |  |  |                    |                    |                    |
|  | 7                               | NGC Cantù                       | 65                              |                     | 1                   | Montepaschi Siena      | 85                     |                        |  |  |                    |                    |                    |
|  |                                 |                                 |                                 |                     | 1                   | Montepaschi Siena      | 85                     |                        |  |  |                    |                    |                    |
|  |                                 | 4                               | Benetton Treviso                | 80                  |                     |                        |                        |                        |  |  |                    |                    |                    |
|  | 4                               | 4                               | Benetton Treviso                | 80                  | Benetton Treviso    | 93                     |                        |                        |  |  |                    |                    |                    |
|  | 4                               |                                 |                                 |                     | Benetton Treviso    | 93                     |                        |                        |  |  |                    |                    |                    |
|  | 8                               | Premiata Montegranaro           | 90                              |                     |                     |                        |                        |                        |  |  |                    |                    |                    |
|  |                                 |                                 |                                 |                     |                     |                        |                        |                        |  |  | 1                  | Montepaschi Siena  | 70                 |
|  |                                 |                                 | 5                               | La Fortezza Bologna | 69                  |                        |                        |                        |  |  |                    |                    |                    |
|  | 2                               | Lottomatica Roma                | 76                              |                     |                     |                        |                        |                        |  |  |                    |                    |                    |
|  | 5                               | La Fortezza Bologna             | 85                              |                     |                     |                        |                        |                        |  |  |                    |                    |                    |
|  | 5                               | La Fortezza Bologna             | 85                              |                     | 5                   | La Fortezza Bologna    | 98                     |                        |  |  |                    |                    |                    |
|  |                                 |                                 |                                 |                     | 5                   | La Fortezza Bologna    | 98                     |                        |  |  |                    |                    |                    |
|  |                                 | 3                               | Banca Tercas Teramo             | 90                  |                     |                        |                        |                        |  |  |                    |                    |                    |
|  | 3                               | 3                               | Banca Tercas Teramo             | 90                  | Banca Tercas Teramo | 76                     |                        |                        |  |  |                    |                    |                    |
|  | 3                               |                                 |                                 |                     | Banca Tercas Teramo | 76                     |                        |                        |  |  |                    |                    |                    |
|  | 6                               | Air Avellino                    | 70                              |                     |                     |                        |                        |                        |  |  |                    |                    |                    |

## Verdetti
- Vincitrice Coppa Italia: Montepaschi Siena

Formazione: Henry Domercant, Terrell McIntyre, Morris Finley, Benjamin Eze, Marco Carraretto, Romain Sato, Kšyštof Lavrinovič, Rimantas Kaukėnas, Tomas Ress, Nik'a Met'reveli, Luca Lechthaler, Shaun Stonerook. Allenatore: Simone Pianigiani
- MVP delle finali: Shaun Stonerook, Montepaschi Siena